# Investidura presidencial de William Howard Taft

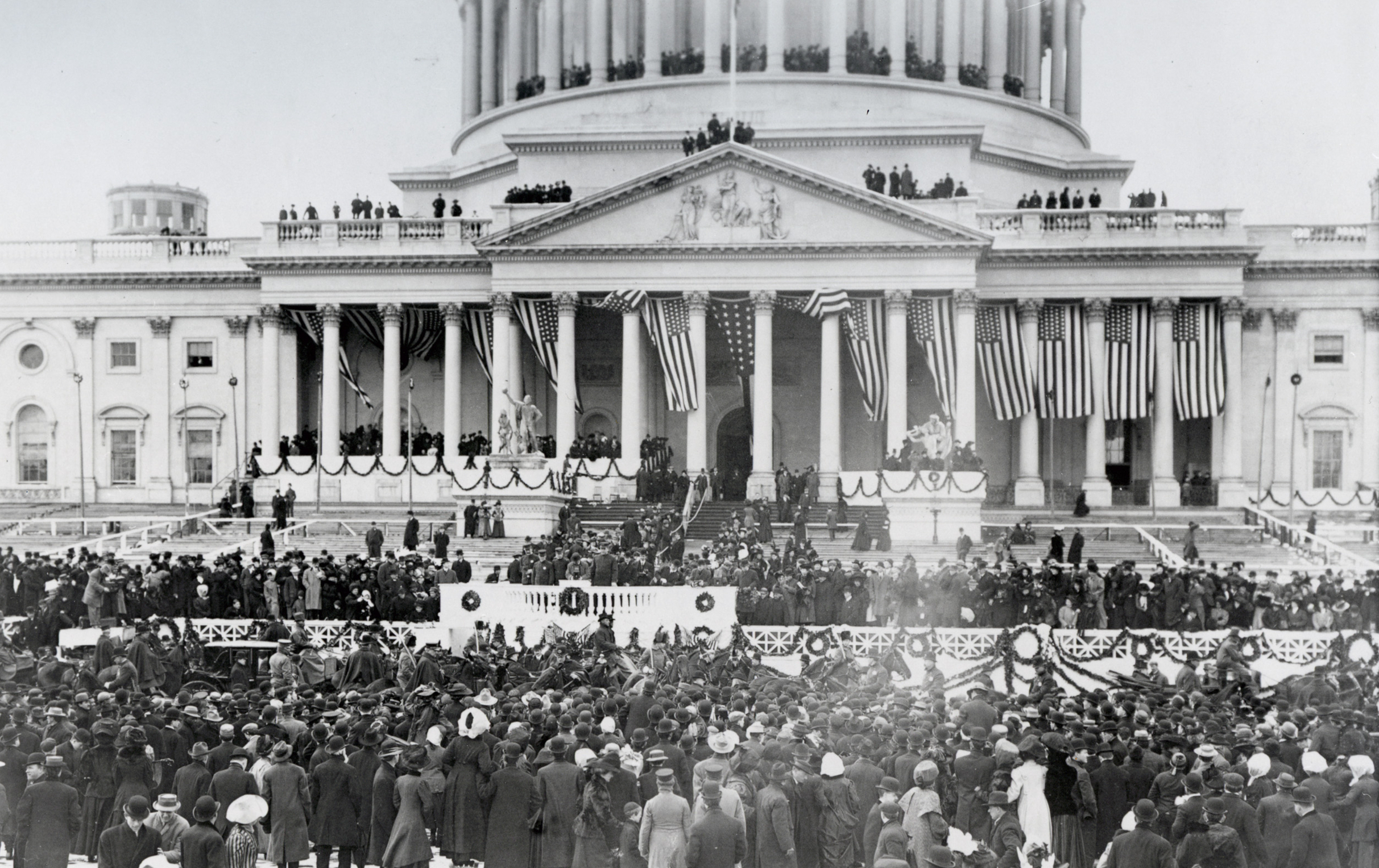
Inauguración del presidente Taft

La investidura presidencial de William Howard Taft en 1909 se llevó a cabo el 4 de marzo de 1909 en la Cámara del Senado del Capitolio debido a una tormenta de nieve la noche anterior. El juramento de cargo fue administrado por el Juez presidente, Melville Fuller, que lo estaba haciendo por sexta vez. El nuevo presidente prestó juramento sobre la Biblia de la Corte Suprema, que usó de nuevo en 1921 para tomar su juramento como Juez presidente de los Estados Unidos. Mientras que el desfile fue cancelado, una celebración inaugural se llevó a cabo esa noche en el Edificio de las Pensiones.